# 탄자니아플라이쥐
탄자니아플라이쥐(학명: Otomys lacustris)는 설치류의 일종이다. 케냐와 말라위, 탄자니아에서 발견된다. 자연 서식지는 아열대 또는 열대 기후 지역의 고지대 초원과 습지이다. 서식지 감소로 위협을 받고 있다.